# 近鉄特急料金訴訟
近鉄特急料金訴訟（きんてつとっきゅうりょうきんそしょう）は、近畿日本鉄道（近鉄）の特別急行列車（近鉄特急）の利用者が、特急料金の認可をめぐり、その認可の取り消しと損害賠償を求めた行政訴訟（取消訴訟）である。行政事件訴訟法の原告適格や、太平洋戦争時の戦時立法の効力が争点となった。

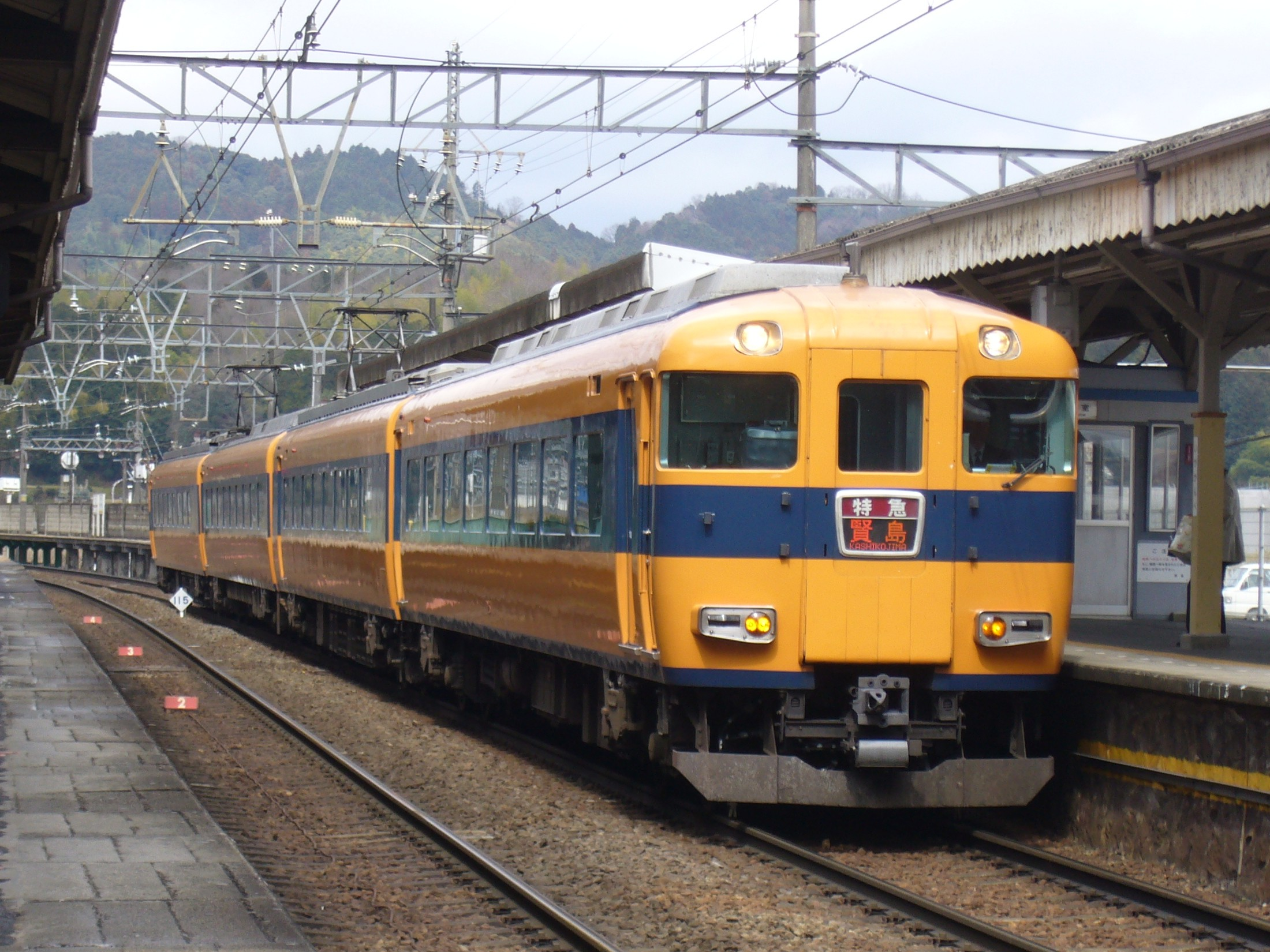
近鉄特急（当時大阪線などで運行していた車両と同じ型の車両）

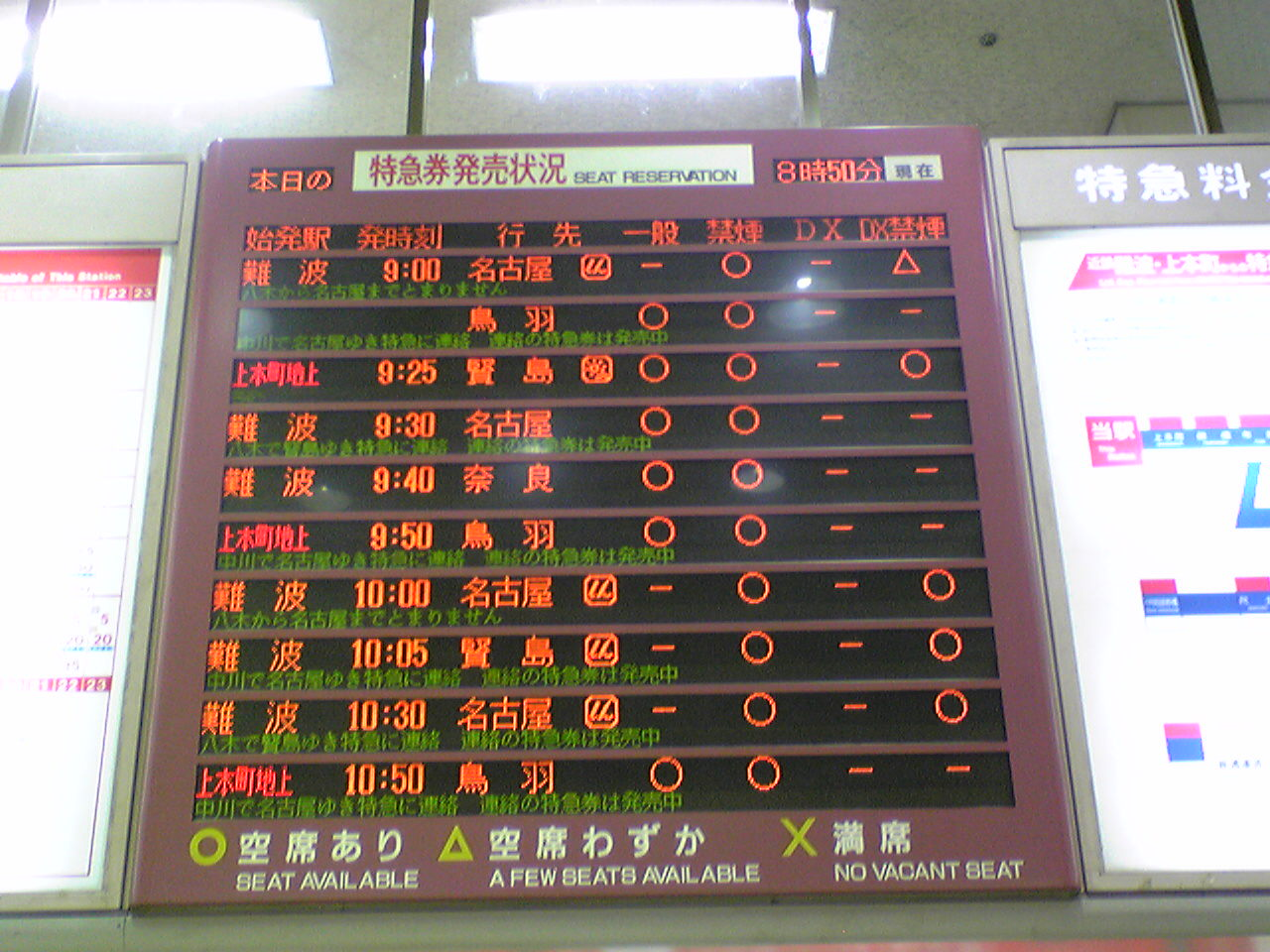
長距離に混じって運転区間の短い列車もある（特急空席案内）

## 訴訟の概要
1980年（昭和55年）3月に近鉄は、当時の運輸省陸運局長（大阪および名古屋）の認可を得て特急料金を改定した。これに対して、近鉄特急を通勤で利用していた男性3名が、以下のような訴えを大阪地方裁判所に起こした。
- 地方鉄道法では運賃や料金の許認可権限は主務大臣（運輸大臣）にあると定めているにもかかわらず、陸運局長が認可を行ったことは違法であり、違法な認可の取り消しを求める。
- 違法な認可による損害賠償を求める。新旧の特急料金の差額50円で一ヶ月の差額合計が約千円、向こう一年間で1万2千円と推定されることから、一人あたり1万円を求めた。

なお、原告の利用路線は大阪線・奈良線・南大阪線で、取消訴訟の対象となったのは大阪陸運局長である。

## 裁判の経過
被告の大阪陸運局長側は以下のような主張を行った
- 行政事件訴訟法第9条は「処分の取消しを求めるにつき法律上の利益を有する者」に限って取り消しの訴えを起こせるとしている。この「法律上の利益」は、法律が個人の利益を保護するために行政の側に制約を課している場合に限られる。公益の実現を目的とする法律（によって反射的に得られる利益の享受者）の場合は、原告になることはできない。
- 運輸省陸運関係許可認可等臨時措置令施行規則（1944年制定）において、料金の変更認可の権限が運輸大臣から陸運局長に委譲されている。この規則は現在も有効と見なせるので、料金変更の認可は有効である。

このうち、「運輸省陸運関係許可認可臨時措置令」は「陸運関係許可認可臨時措置法」に基づいて制定されたもので、この措置法は「大東亜戦争遂行のための行政簡素化」を目的としたものであった。
大阪地裁は1982年（昭和57年）2月19日(判時1035号29頁)に、「地方鉄道法の運賃・料金認可にかかる規定が保護する利益は、利用者の具体的な利益も含まれる」「原告は実際に日常的に近鉄を利用しており、許認可の違法性を争いうる立場にいる」として原告適格を認める一方、陸運関係許可認可臨時措置法は、戦争の終結によってその効力を失ったとみなし、許認可権限を持たない陸運局長による料金変更を違法とする判決を下した。ただし、この決定が有料列車を運行する他の地方鉄道法に基づく鉄道事業者に与える影響が大きいことや、原告の経済的損害が少額であること、許認可権限の委譲は立法措置によって実現可能であることから、認可の取り消しは認めない事情判決とした。損害賠償については陸運局長が権限がないことを故意や過失のために知らなかったわけではなく、職務上の義務違反がなかったとして退けた。
この判決に対して原告・被告双方が大阪高等裁判所に控訴。大阪高裁は1984年（昭和59年）10月30日(判時1145号33頁)に、地方鉄道法が保護する利用者の利益は公益保護の一環として実現されるとみるべきで、沿線在住者や定期券を持つ利用者であっても、一般利用者の範囲を相対的に限定したに過ぎず、原告に適格性がないとして原告の控訴を棄却した。これは、従前より最高裁で示されていた判例を踏襲したものである（詳細は取消訴訟の項目を参照）。原告の適格を否定したため、一審で争われた許認可権限の有無については判断を行わず、一審の陸運局長に対する判決を取り消した。
原告側は最高裁判所に上告したが、最高裁は1989年（平成元年）4月に控訴審の判断を支持して上告を棄却し、確定した。

## その他
訴訟の中で、近鉄の旅客運賃収入に占める特急料金の比率が1980年当時で17.4%に達していたことが明らかにされた。
原告側は、近鉄の特急運行は、近鉄の朝の激しい通勤ラッシュの中で快適な通勤のためには特急を利用せざるを得ないように誘導する「特急商法」であると主張したが、裁判所の採用するところとはならなかった。
「運転区間が短く、特急運行自体に疑問がある。しかも通勤時間帯にまで特急を運転させて、乗客に特急券を買わせて乗車させること自身が異状である」という奈良線特急に関する原告側主張についても裁判所に退けられたほか、近鉄側にも全く顧慮されずに終わっており、その後も同区間の特急は運行されている。1999年3月のダイヤ変更にて同区間の平日日中の特急（上下合わせて12本）については「利用が少ない」との理由から廃止されたものの、通勤時間帯の運行は継続しており、その後のダイヤ変更でも出勤および帰宅時間帯については増発されるに至っている。